# Pătrat (algebră)

5⋅5 sau 5^{2} (5 la pătrat), poate fi reprezentat grafic folosind un pătrat. Fiecare bloc reprezintă o unitate, 1⋅1, iar întregul pătrat reprezintă 5⋅5, sau aria pătratului.

În algebră, pătratul unui număr este rezultatul înmulțirii sale cu el însuși. Operația de ridicare la pătrat este un exemplu de operație de ridicare la putere, unde exponentul este 2.
Un număr natural se numește pătrat perfect dacă este pătratul unui număr natural.
Operația inversă ridicării la pătrat se numește extragerea rădăcinii pătrate.

## Exemple
Pătratul unei sume de doi termeni este dat de:
(a + b)2 = a2 + 2ab + b2.
Pătratul unei diferențe de doi termeni este similar, cu prezența semnului minus la termenul produs dintre a și b.
Pătratul unui număr complex este: 
{\displaystyle \left(a+ib\right)^{2}=a^{2}-b^{2}+i\cdot 2ab.}
O sumă de două pătrate poate fi factorizată complex ca produsul dintre suma și diferența a două numere complex conjugate.
{\displaystyle a^{2}+b^{2}=a^{2}-i^{2}b^{2}=a^{2}-(ib)^{2}=(a+ib)(a-ib).}
Suma de două pătrate este egală și cu pătratul modulului respectivului număr complex ale cărui componente sunt cele două numere.
Un exemplu de factorizare a unei sume de pătrate e suma de pătrate a cosinusului și sinusului din expresia trigonometrică a teoremei lui Pitagora.
{\displaystyle 1=cos^{2}(x)+sin^{2}(x)=cos^{2}(x)-i^{2}sin^{2}(x)=(cos(x)+isin(x))(cos(x)-isin(x)).}

Mai departe din egalitatea transformată astfel se observă că sumele trigonometrice din produsul prezent în egalitate sunt element invers multiplicativ una pentru cealaltă, produsul fiind egal cu elementul neutru la înmulțirea numerelor și polinoamelor.